# مرتضي المطهري

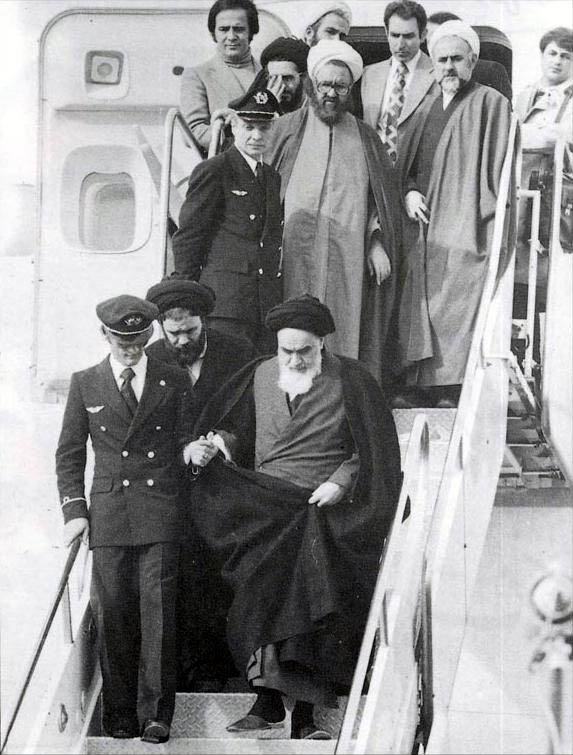
يصاحب مرتضي المطهري أستاذه روح الله الخميني حين نزوله من الطائرة عند عودته من باريس

مرتضى مطهّري (1919 - 1979) عالم دين وفيلسوف إسلامي ومفكر وكاتب شيعي إيراني، العضو المؤسس في شورى الثورة الإسلامية في إيران إبان الأيام الأخيرة من سقوط نظام الشاه، ومن المنظرين جمهورية الإسلامية الإيرانية. هوأحد أبرز تلامذة المفسر والفيلسوف الإسلامي محمد حسين الطباطبائي وروح الله الخميني. صاحب الشبكة الواسعة من المؤلفات التأصيلية والعقائدية والفلسفية الإسلامية، من أهم مميزاته بيان تعاليم الإسلام والتشيع بعبارات سهلة، وواضحة وسهلة، للجيل الصاعد في ذلك الوقت. له مؤلفات كثيرة، في فروع العلوم الإسلامية المختلفة، وقد ترجمت إلى لغات مختلفة، ويعدمطهري من أفراد الثورة الإسلامية في إيران وقادتها المؤثرين. كان مؤسس المشارك لحسينية إرشاد التي تعدّ من أهم مراكز نشر المعارف الإسلامية قبل الثورة الإسلامية في إيران. وجمعية رجال الدين المقاتلين (جمعية روحانيت مبارز) بعد الثورة الإسلامية في إيران، تم تعيينه رئيسا لمجلس قيادة الثورة. جعلت الحكومة الإيرانية يوم شهادته يوم المعلم في إيران.

## حياته
ولد مطهري في مدينة فريمان في محافظة خراسان في 31 يناير 1919، وكانت عائلته عالمة ومتدينة أصلها من هيرات، أفغانستان.
أبوه الشيخ محمد حسين مطهري من الوجهاء في منطقته. درس أبوه العلوم الدينية في النجف، وبعد فترة من الإقامة في العراق والحجاز ومصر عاد إلى فريمان، وتوطن هناك، وقضى عمره في ترويج الدين، وإرشاد الناس. كان عالماً وزاهداً، وبلغ مقامات معنوية رفيعة. توفي عام 1349هـ عن عمر ناهز الستون عامًا.
تلقى مرتضي المطهري تعليمه الأولي في فرامين. ثم حضر الحوزة العلمية في قم 1944-1952. فحضر دروس السيد الخميني والسيد البروجردي. سافر إلى أصفهان وتعرف هناك على الميرزا أغا علي الشيرازي، حيث تعلم عنده التحقيق في نهج البلاغة. ثم عاد إلى قم والتحق بدرس العلامة الطباطبائي، وثم غادر طهران سنة 1953م. وانضم إلى جامعة طهران، حيث كان يدرس فيها الفلسفة في كلية الإلهيات والمعارف الإسلامية التابعة لجامعة طهران لمدة 22 عاما. وقد كان له خلال هذه الفترة علاقة بمنظمة فدائيو الإسلام، فقد كان مستشارا لهم. بين عامي 1965 و1973 قدم محاضرات منتظمة في حسينية ألإرشاد في شمال طهران. كتب مطهري العديد من الكتب عن الإسلام، وإيران، والموضوعات التاريخية.
وبناء على هذا فإن شخصيته بدأت من (فريمان) عندما كان مع أبيه المؤمن وختمت في طهران، وكانت جميع هذه العناصر المختلفة: محيط الأب العائلي، ومحيط الحوزة العلمية في قم، مؤثرة في تكوين هذه الشخصية.

## دراسته
أكمل الشيخ المطهّري دراسته الابتدائية عند والده، وعندما بلغ عمره اثنتي عشرة سنة ذهب إلى مدينة مشهد لتحصيل العلوم الدينية، وبقي مشغولاً بطلب العلوم الحوزوية إلى عام 1936م، ثمّ ذهب إلى مدينة قم لغرض إكمال دراسته، فدرس الفلسفة والفقه والأصول عند روح الله الخميني، كما حضر دروس الفلسفة والحكمة الإلهية ل محمد حسين الطباطبائي، والشيخ مهدي المازندراني، ودرس الأخلاق عند الشيخ علي الشيرازي الإصفهاني. وفي عام 1944م ذهب إلى مدينة بروجرد لحضور دروس الأخلاق التي كان يلقيها السيد حسين البروجردي آنذاك، وفي عام 1946م عاد إلى مدينة قم مع أُستاذه السيّد البروجردي بدعوة من أساتذتها، وبسبب بعض المشكلات المعاشية التي واجهها الشيخ المطهَّري في مدينة قم اضطرَّ إلى السفر إلى طهران، واتَّجه هناك نحو التأليف والتدريس في الجامعة.
- ومن آرائه العلمية التي ذكرها في كتابه المهم إيران والإسلام: أن الشيخ عبد القادر الكيلاني من سلالة الحسن بن علي بن أبي طالب.

## نشاطاته السياسية
أعتقل مطهري سنة 1963م من قبل النظام البهلوي، مع مجموعة من أساتذة وطلبة الحوزة العلمية، بسبب الاعتراضات والمظاهرات التي خرجت تندد باعتقال روح الله الخميني، وإلقاءه خطاباً ضد الشاه ولكن تم إطلاق سراحه، وفي سنة 1964م قام بتأسيس حسينية الإرشاد وإلقاءه المحاضرات القيّمة فيها، وبقي يعمل في الحسينية إلى سنة 1970م. كما تم اعتقاله مرة أخرى في سنة 1969م بسبب مشاركته في جمع التبرعات للشعب الفلسطيني. واعتقل مرة ثالثة في سنة 1972م بسبب نشاطه في مسجد الجواد. كان مطهري وبأمر من روح الله الخميني يذهب للتدريس في قم لمدة يومين في الأسبوع، ويقض الأيام الأخرى للتدريس في بيته أو المراكز العلمية في طهران، وذلك من سنة 1960م إلى 1970م.
في سنة 1976 فصل من عمله كمدرس في كلية الإلهيات التابعة لجامعة طهران. وفي سنة 1977م شارك مع مجموعة من رجال الدين في طهران في تأسيس جمعية رجال الدين المناضلين. وبعد اشتداد المواجهة مع نظام الشاه(الملك) البهلوي، واستقرار روح الله الخميني في باريس سافر مطهري إلى باريس سنة 1978م، وكلفه روح الله الخميني بمهمة تشكيل مجلس قيادة الثورة الإسلامية، وبعد الرجوع إلى إيران سنة 1979 م كلفه روح الله الخميني بمسؤولية لجنة استقباله.

## أسرته
تزوج مطهري مع عالية روحاني ابنة أحد علماء مدينة مشهد. وكان نتيجة هذا الزواج أربع بنات وثلاثة أولاد؛
و أبنائه هم:
علي مطهري ومحمد مطهري.
ومن أصهاره علي لاريجاني رئيس مجلس الشورى الإسلامي ومجيد عباسبور أحد أساتذة جامعة شريف التكنولوجية.

## أساتذته
نذكر منهم ما يلي:
1. حسين البروجردي أستاذه في الفقه والأصول.
2. روح الله الخميني: تعلم درس الأخلاق والفلسفة على يده أولاً.[16]
3. محمد تقي الخونساري.
4. محمد حسين الطباطبائي: كان قد تتلمذ عدة سنوات على يد الطباطبائي وحصل على فوائد وافرة منه.[16]
5. محمد صدوقي
6. السيد شهاب الدين المرعشي النجفي
7. السيد صدر الدين الصدر
8. السيد محد رضا الجلبيجاني
9. السيد أحمد الخونساري
10. السيد محمد حجة الكوهكمري
11. السيد محمد محقق داماد اليزدي
12. الميرزا مهدي الأشتياني
13. الميرزا علي آقا الشيرازي
14. هاشم الحداد (استاذه في العرفان)
15. محمد الحسين الحسيني الطهراني (استاذه في العرفان)

## تلامذته
1. آية الله السيد محمد محسن الطهراني (درس عنده شرح كتاب الأسفار لصدر المتألهين الشيرازي).
2. محمد مفتح
3. محمد جواد باهنر
4. فضل الله محلاتي
5. محمود قندي
6. عبد الحميد ديالمة
7. السيد محمد باقر الحجتي
8. مسيح مهاجري
9. محمد تقي شريعة مداري
10. غلام علي حداد عادل
11. محمد علي التسخيري
12. السيد حسن طاهر الخرّم آبادي

## مؤلفاته
- في الفلسفة

1. أصول الفلسفة والمذهب الواقعي (5 أجزاء)، ترجم منها حتى الآن اثنان- طبعاً في دار التعارف.
2. مقالات فلسفية.
3. شرح موجز لمنظومة السبزواري (جزءان).
4. شرح مفصل لمنظومة السبزواري (4 أجزاء).
5. نقد الماركسية.
6. المتعارضات المنطقية.
7. الحركة والزمان.
8. مسألة المعرفة.

- في العقائد

1. العدل الإلهي (ترجم).
2. الإنسان والمصير (ترجم).
3. الدوافع نحو المادية (ترجم).
4. مقدمة حول الرؤية الكونية الإسلامية، ويشمل:(ترجم).
5. الإنسان والإيمان.
6. المفهوم التوحيدي للعالم.
7. النبوة والوحي.
8. الإنسان في القرآن.
9. المجتمع والتاريخ.
10. الحياة الخالدة.
11. الإمامة والقيادة.
12. الخاتمية.
13. الفطرة.
14. المعاد

- في السيرة والتاريخ

1. قصص الأبرار (جزءان) (ترجم).
2. السيرة النبوية (ترجم).
3. الجاذبة والدافعة في شخصية علي (ترجم).
4. الملحمة الحسينية (3 أجزاء) (ترجم).
5. نهضة المهدي (ترجم).
6. جولة في سيرة الأئمة الأطهار (ترجم).
7. فلسفة التاريخ.

- في الأخلاق والتربية

1. الإنسان الكامل.
2. فلسفة الأخلاق.
3. التربية والتعليم في الإسلام.

- حول المرأة

1. نظام حقوق المرأة في الإسلام (ترجم).
2. قضية الحجاب.
3. الأخلاق الجنسية (ترجم).

- حول الثورة الإسلامية

1. الحركات الإسلامية في القرن الأخير (ترجم).
2. حول الثورة الإسلامية (ترجم).
3. حول الجمهورية الإسلامية (ترجم).

- في القرآن

1. معرفة القرآن (4 أجزاء) (ترجم منه 3 أجزاء).

- في الثقافة والحضارة الإسلامية

1. الإسلام وإيران (3 أجزاء) (ترجم).
2. الإسلام ومتطلبات العصر (جزءان).
3. التعرف على العلوم الإسلامية، ويشمل:
4. الجهاد في الإسلام (ترجم).
5. في رحاب نهج البلاغة (ترجم).
6. الإمداد الغيبي في حياة البشرية (ترجم).
7. شمس الدين لن تغيب (ترجم).
8. الإدارة والقيادة في الإسلام.

- في العلوم

1. المنطق والفلسفة.
2. علم الكلام والحكمة العملية (ترجم).
3. الفقه وأصول الفقه.
4. العرفان (ترجم).
5. مشهد السر (عرفان حافظ).

- في الثقافة والحضارة الإسلامية

1. الرشد الإسلامي (ترجم).
2. حول المحلّل.
3. الحق والباطل.
4. إحياء الفكر الديني (ترجم).
5. التكامل الاجتماعي للإنسان (ترجم).
6. الشهيد (ترجم).

- في الاقتصاد

1. النظام الاقتصادي في الإسلام.
2. الربا والمصرف والضمان (التأمين).

- مقالات ومحاضرات

1. ست مقالات، ويشمل:
2. الغدير والوحدة الإسلامية.
3. النبي الأمي.
4. ختم النبوة.
5. الولاء والولاية.
6. إحراق المكتبات في مصر وإيران.
7. الرؤية التوحيدية والرؤية المادية.
8. هدف الحياة الإنسانية.
9. الهام من شيخ الطائفة.
10. مميزات آية الله البروجردي وخدماته.
11. عشر محاضرات (ترجم بعضها).
12. عشرون محاضرة (ترجم بعضها).
13. محاضرات في الدين والروح.[17]

- كتب أخرى
- المدخل إلى العلوم الإسلامية
- أسباب التوجهات المادية
- الإنسان والقدوة
- أجوبة الأُستاذ
- الحكم والنصائح
- الله والعالم
- الخدمات المتقابلة بين الإسلام وإيران
- عشر خطابات
- تاريخ الفلسفة في الإسلام
- جولة في نهج البلاغة
- ثورة الإمام الهدي
- الخطابات بالمعنوية
- حقيقة نهضة الإمام الحسين
- مسألة الحجاب
- مسألة الربا
- المشكلة الأساسية في الحوزة العلمية
- المقالات الفلسفية
- العالم الإسلامي
- النبوة
- نظام حقوق المرأة في الإسلام
- النظام الاقتصادي النظري في الإسلام
- نقد الماركسية
- النهضة الإسلامية في المئة سنة الأخيرة

## اغتياله
في 1 مايو عام 1979، بعد أقل من ثلاثة أشهر على انتصار الثورة الإسلامية، اغتيل مرتضى مطهري في طهران إثر إصابته بطلق ناري من قبل عضو من مقاتلين جماعة الفرقان؛ وذلك بعد مغادرته في وقت متأخر الاجتماع الذي كان قد عقد في بيت يد الله صحابي.

## العلاقة بين الخميني والمطهري
الخميني والمطهري كانا كتابين يفسر بعضهما بعضاً. فلم يكن أحد يعرف الخميني جيداً كالمطهري، وكذا لم يكن أحد يعرف المطهري جيداً كالخميني، وهذا ناشئ من تلمذ المطهري لمدة اثني عشر عاماً على يد الخميني والعلاقة الحميمة للمطهري بالخميني والتي استمرت حتى لحظة استشهاده، ونظرة إلى أقوال المطهري حول الخميني وكذا أقوال الخميني في المطهري تكشف عن هذه الحقيقة.
يقول المطهري في كتابه (حول الثورة الإسلامية) هكذا:
"إنني درست اثنتي عشرة سنة تقريباً عند هذا الرجل العظيم (الخميني)، لكن ذهبت إلى لقائه في سفري الأخير إلى باريس، فكشفت أموراً في معنوياته لم تزد في حيرتي فحسب، بل ازداد إيماني به أيضاً. وعندما رجعت سألني الزملاء: ماذا رأيت؟ فقلت: رأيت فيه أربعاَ:
ـ آمن بهدفه، فلو تكالبت عليه الدنيا، لم تصرفه عن هدفه.
ـ وآمن بسبيله، فلا يمكن صرفه عنه، وهو أشبه بإيمان الرسول بهدفه وسبيله.
ـ آمن بقومه، فمن بين من أعرفهم، لم أجد أحداً يؤمن بمعنويات الشعب الإيراني مثله. فينصحونه أن تمهّل قليلاً، فالناس قد تعبوا وفتروا، فيقول: كلاّ، ليس الناس كما تقولون، إنني أعرف الشعب أفضل منكم. ونرى صحة كلامه تتجلى يوماً بعد يوم.
ـ وأخيراً، والأسمى منها جميعاً، آمن بربّه.
أما كلام الخميني في الشهيد فلا شك أنه لا نظير له، فلم يقل الخميني في أحد مثلما قاله في المطهري، كما أنه لم يبكِ لأحد علناً كما للشهيد، وهنا ندرج هذا الكلام بالترتيب:
نداء الخميني بمناسبة استشهاد المطهري
بسم الله الرحمن الرحيم
إنا لله وإنا إليه راجعون
إنني أعزي وأهنئ الإسلام والأولياء الكرام والأمة الإسلامية وخاصة الشعب الإيراني المجاهد، بمصابهم المؤسف بالشهيد الجليل والمفكر الفيلسوف والفقيه الكبير الحاج الشيخ مرتضى مطهري؛ أما العزاء فباستشهاد ذلك الرجل الفذّ الذي قضى حياته الكريمة الغالية في سبيل تحقيق الأهداف الإسلامية المقدسة والكفاح المتواصل مع كل الأفكار الملتوية المنحرفة. ذلك الرجل الذي عزّ له مثيل في معرفة الدين الإسلامي والمعارف الإسلامية المختلفة وتفسير القرآن الكريم. أما أنا فقد فقدتُ ولداً عزيزاً وقد فُجعت بوفاته فكان من الشخصيات التي أعدّها ثمرة حياتي.
وقد ثلم في الإسلام باستشهاد هذا الولد البار والمفكر الخالد ثلمة لا يسدّها شيء.
وأما التهنئة فلأننا نحظى بوجود أمثال هؤلاء الرجال الذين يضحّون بأنفسهم ويشعون بالنور في حياتهم وبعد وفاتهم. إنني أهنّئ الإسلام العظيم مربّي الأجيال واهنّئ الأمة الإسلامية بتربية رجال يفيضون بالحياة على القلوب الميّتة وبالنور على الظلمات. وإني وان خسرت ابناً عزيزاً كان كبضعة مني، ولكني أفتخر؛ بأنه كان وسيكون في الإسلام وسيكون مثله.
لقد غاب عنّا مطهري الذي قلّ له مثيل في طهارة الروح وصلابة الإيمان وقوة البيان، والتحق بالرفيق الاعلى، ولكن الأعداء لن يستطيعوا أن يقضوا على شخصيته الإسلامية والعلمية والفلسفية، وان المغتالين لن يتمكنوا من اغتيال الشخصية الإسلامية لرجال الإسلام. وليعلموا أن فقدان الشخصيات الكبار لن يزيد شعبنا ـ إن شاء الله العزيز ـ إلاّ تصميماً وعزماً في استمرار الكفاح ضد الفساد والاستبداد والاستعمار. إن شعبنا قد اهتدى إلى سبيله ولن يألو جهداً في قطع الجذور النتنة للنظام البائد وأعوانه الخبثاء. إن الإسلام العزيز نما وترعرع بالتضحيات وتقديم الأبطال. ولقد جرت سنّة الإسلام منذ نزول الوحي على الشهادة والشهامة. ومن أهم ما يدعو إليه الإسلام هو القتال في سبيل الله والمستضعفين {وما لكم لا تقاتلون في سبيل الله والمستضعفين من الرجال والنساء والولدان..}.
وهؤلاء الذين تيقّنوا الهزيمة والفناء يحاولون الإنتقام بهذا العمل اللاإنساني أو إرعاب المجاهدين في سبيل الإسلام. وإن خابت ظنونهم؛ فمن كل شعرة لكل شهيد ومن كل قطرة دم تروي الأرض سينبعث مجاهد قوي العزيمة. فلا سبيل لكم للعودة إلى نهب ثروات الشعب إلاّ أن تغتالوا جميع أبناء هذه الأمة، ولن ينفعكم اغتيال الفرد مهما كان عظيماً، ولن يتراجع الشعب الثائر لإعادة مجد الإسلام متوكلاً على الله تعالى بهذه المحاولات اليائسة؛ فنحن مستعدون للتضحية والاستشهاد في سبيل الله.
انني أعلن يوم الخميس 13 ارديبهشت 1358هـ.ش الموافق ليوم 6 جمادي الثاني 1399[هـ.ق]. يوم حداد عام على رجل فذّ مناضل مجاهد في سبيل الإسلام والشعب، وسأقيم شخصياً مجلس التأبين في المدرسة الفيضية يومي الخميس والجمعة. وأسأل الله تعالى لإبن الإسلام العزيز الرحمة والغفران وللدين الإسلامي الكرامة والمجد. والسلام على شهداء الحق والحرية.

## آراء في مطهري
- روح الله الخميني: لا أستطيع أن أصف عواطفي ومشاعري اتجاه هذه الشخصية. فلقد قدم خدمات جليلة للإسلام والعلم، ومع شديد الأسف امتدت يد الجناية إلى هذه الشجرة المثمرة في الساحة الإسلامية. كان روح الله الخميني مهتمًا به لدرجة أنه قال بعد وفاته: «لقد فقدت طفلاً عزيزًا كان جزءًا من جسدي ونتيجة لحياتي.» في أدب جمهورية إيران الإسلامية، يشار إليه باسم «المعلم الشهيد».[21][22]
- علي الخامنئي: يوجد القلائل من العلماء من أمثال الشهيد مطهري، بهذه القوة الفكرية والروحية، إن كل خطبة من خطبه يمكن أن تكون عنوانا وعملا تخصصيا كاملا. ولهذا لابد من العمل على مبانيه وخطه الفلسفي وبشكل كبير. إن آثار الشهيد مطهري تمثل المباني الفكرية للجمهورية الإسلامية.
- علامة طباطبايي: للشهيد مطهري ذكاء فوق العادة. كان يحفظ ماكنت أقوله ويبقى في ذاكرته، فضلا عن التقوى والصفات الخلقية التي كان يتسم بها، وكنت مطمئنا إن ما أطرحه في الدرس لم يكن هدرا.
- علي أكبر هاشمي رفسنجاني: لو بقي الشهيد مطهري حيا لاستطعنا أن نوجد أكبر جامعة في التاريخ الإسلامي، ولقد تعرضنا لضربة كبيرة بشهادته.